# 블란카 블라시치
블란카 블라시치(크로아티아어: Blanka Vlašić, 크로아티아어 발음: [ˈblaːŋka ˈʋlaʃitɕ], 1983년 11월 8일~)는 크로아티아의 육상 선수로 주 종목은 높이뛰기이다. 올림픽에서 은메달 1개, 동메달 1개, 세계 선수권 대회에서 금메달 2개를 획득했으며, 개인 최고 기록이자 크로아티아 여자 높이뛰기 기록인 2.08m는 여자 높이뛰기 역사상 두 번째로 높은 기록이기도 하다.
크로아티아 10종 경기 기록 보유자인 요슈코 블라시치의 딸로 태어나 아버지의 재능을 물려받았으며, 16세의 나이로 2000년 하계 올림픽에 참가하였다. 이후 2000년과 2002년에 세계 주니어 선수권 대회에서 우승을 차지했다. 2004년에는 처음으로 크로아티아 국가 기록을 갱신하였고 같은 해에 열린 2004년 세계 주니어 선수권 대회에서 동메달을 획득하며 첫 성인 메이저 국제 대회에서 메달을 획득했다. 2004년 하계 올림픽에 참가한 후 갑상샘 기능 항진증 판정을 받고 선수 생활의 위기를 맞이했으나 2005년에 수술을 받고 휴식을 가졌다. 휴식 이후 2006년 세계 실내 선수권 대회에서 은메달을 획득하며 성공적으로 복귀했다. 이후에도 2007년 세계 선수권 대회와 2008년 세계 실내 선수권 대회 등 국제 대회에서 연속으로 우승을 차지했으며, 2008년 하계 올림픽에서 은메달을 획득하였다. 2009년에는 두 번째 세계 육상 선수권 대회 우승을 차지하였으며, 이후에도 세계 선수권 대회에서 준우승을 2번 달성했고, 2016년 하계 올림픽에서도 동메달을 획득했다.
2010년에 IAAF 올해의 선수상을 받았으며 2007년과 2009년에는 유럽 올해의 육상 선수로 선정되었다. 동생인 니콜라는 축구 선수로 활동하고 있다.